# Pala Sport Mens Sana
Die Pala Sport Mens Sana ist eine Mehrzweckhalle in der italienischen Stadt Siena, Region Toskana. Die Halle liegt im Norden Sienas außerhalb des historischen Zentrums an der Viale Sclavo 8. Die Spielstätte bietet bis zu 6000 Sitzplätze. Mit Stehplätzen sind es insgesamt 7025 Plätze.

## Geschichte
Seit Beginn ihrer Aktivität bis Ende der 1960er Jahre nutzte die Basketballmannschaft Mens Sana Basket Siena die Sporthalle Palestra Sant’Agata, danach zog sie in den 1968 errichteten und mit 1500 Plätzen bestückten Palazzetto Giannelli (nach dem damaligen Präsidenten benannt, auch als Dodecaedro bekannt) um. Als auch dieser den Ansprüchen des Vereins nicht mehr genügte, wurde am 24. Oktober 1976 der heutige Sportpalast, noch unter dem Namen Palasclavo (benannt nach der anliegenden Straße Viale Sclavo), eingeweiht. Seit dem 1. Juni 2002 steht dem Verein neben der Haupthalle und dem zur Nebenhalle gewordenen Palazzetto Giannelli eine dritte Halle zur Verfügung, die sogenannte PalaChigi. Der derzeitige Name ist seit dem 21. Oktober 2010 PalaEstra, benannt nach dem italienischen Energieanbieter Estra. Die Namensgebung ist ein Wortspiel aus dem Namen des Sponsors und der italienischen Bezeichnung für Sporthalle (Palestra). Der Name wurde erstmals an Estra vergeben, vorher trug die Sporthalle keine Sponsorennamen.

## Nutzung
Seit 1976 ist es die Heimspielstätte des Basketballvereins Mens Sana Basket Siena (seit 2019: Mens Sana Basketball Academy, derzeit in der viertklassigen Serie C Gold). Zudem spielte hier die Basketballmannschaft von Virtus Siena. Auch die Volleyballmannschaft Emma Villas Volley nutzt die Halle. 1979 war die Halle eine von vier Spielstätten der Basketball-Europameisterschaft der Männer. Von der Gründung 2018 bis zur Auflösung 2021 nutzte der Handballverein Handball Siena die Sporthalle.

## Galerie

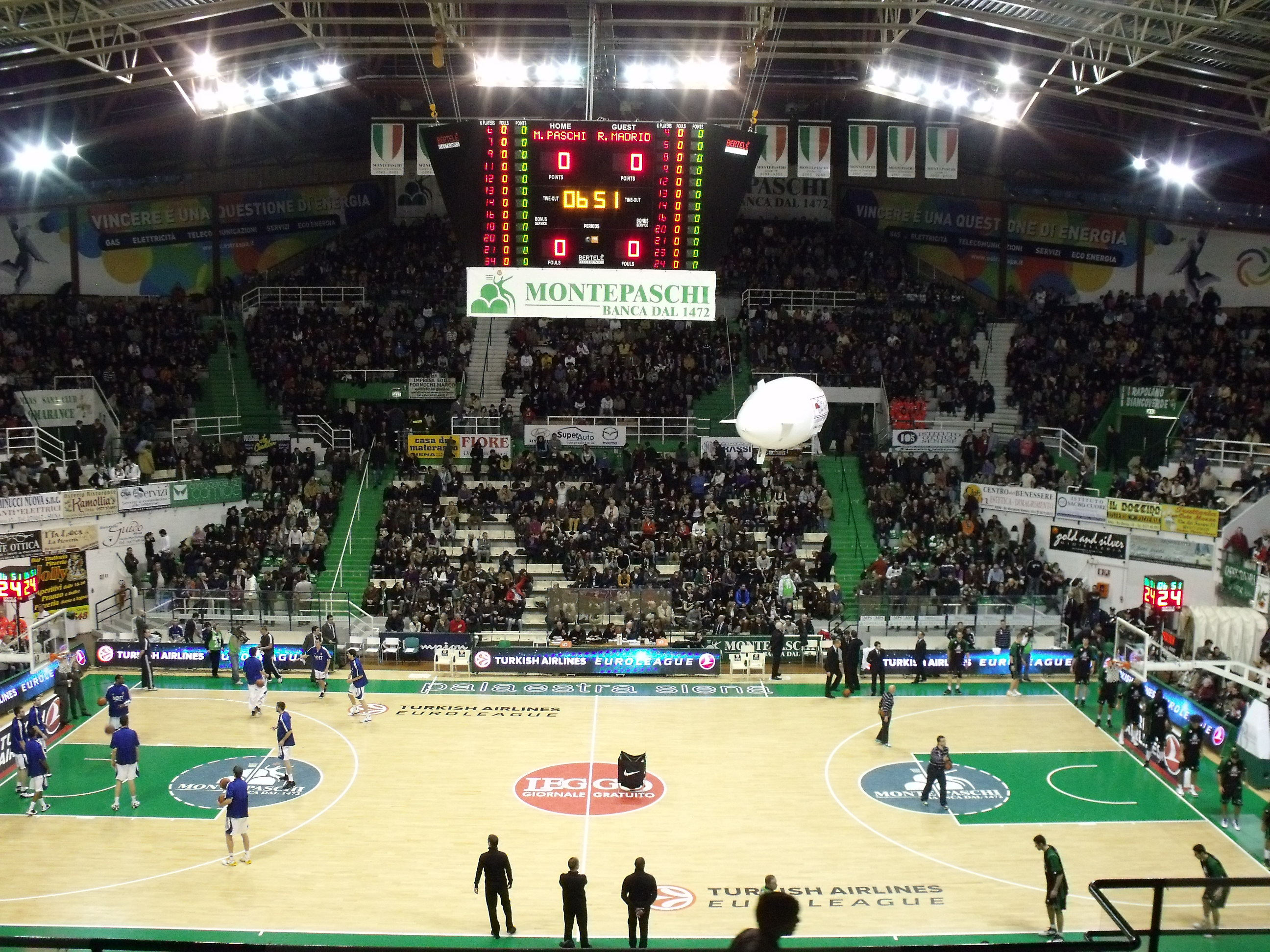
Der Innenraum im Januar 2011
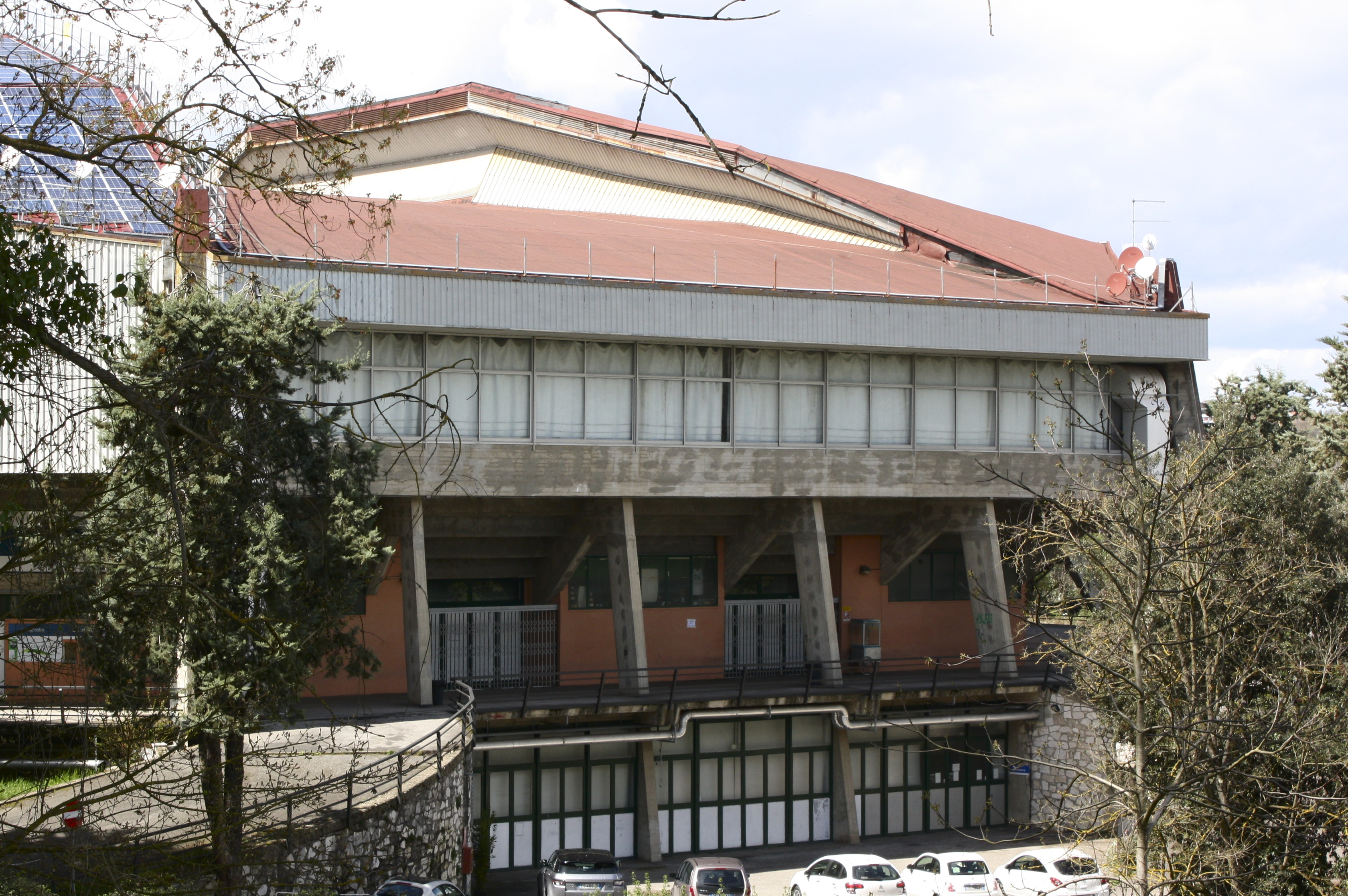
Die Pala Sport Mens Sana (April 2018)